# Maximilian Heinrich von Burmann
Maximilian Heinrich von Burmann (* 22. Mai 1648 in Bonn; † 20. Oktober 1685 ebenda) war ein deutscher römisch-katholischer Geistlicher, Weihbischof in Trier und Titularbischof in Diocletiana.

## Leben
Maximilian von Burmann war der Sohn des Kölner Vizekanzlers Peter Burmann und dessen Ehefrau Gertrud Pallandt und wuchs mit seinen Brüdern Adolf Sigismund (1637–1701) und Johann Peter (1642–1696) auf.
Der Kölner Kurfürst Maximilian Heinrich war sein Taufpate und Namensgeber.
Nach einem Studium der staatlichen und kirchlichen Rechtswissenschaften  mit dem Abschluss Dr. iur. Utr. erhielt er 1669 ein Kanonikat in der Kölner Kirche St. Aposteln, nachdem er am 3. Juni 1667 mit dem Empfang der Tonsur auf ein geistliches Amt vorbereitet worden war. Dort war er als Scholaster tätig.
Am 4. Juli 1674 wurde er zum Dekan von St. Georg in Köln gewählt und war damit der Vorsteher der Priester in seinem Amtsbezirk. Zugleich war er Archidiakon in Wattenscheid und Lüdenscheid.
Im Jahr darauf erhielt er die Erlaubnis zur Priesterweihe. Der Trierer Erzbischof und Kurfürst Johann Hugo von Orsbeck – mit seinem Vater seit der Studienzeit befreundet – holte ihn nach Trier und berief ihn am 27. März 1681 zum Kanoniker des Simeonstifts in Trier.
Am 6. April 1681 erhielt er die Bestätigung als Weihbischof von Trier mit gleichzeitiger Ernennung zum Titularbischof von Diocletiana.
Zwei Tage später leistete er gegenüber dem Kurfürsten den Treueid als Dekan und wurde am 27. Juni 1681 als Offizial zu Trier eingeführt.
Die päpstliche Ernennung zum Weihbischof von Trier folgte am 6. April 1682; die Bischofsweihe fand am 29. Juni 1682 in der Hofkapelle von Ehrenbreitstein statt. Zudem wurde er in den Freiherrenstand erhoben.
Aus gesundheitlichen Gründen musste er im Februar 1685 auf seine Ämter verzichten.
Er zog in sein Elternhaus in Bonn, wo er nach vierwöchiger schwerer Krankheit verstarb. Er wurde in der Pfarrkirche St. Remigius zu Bonn beigesetzt. Sein Grabstein befindet sich auf dem Friedhof.